# کلیفورد براون
کلیفورد براون (انگلیسی: Clifford Brown; ۳۰ اکتبر ۱۹۳۰ – ۲۶ ژوئن ۱۹۵۶) مشهور به براونی ترومپت‌نواز جاز اهل ایالات متحده آمریکا بود. او در ۲۵سالگی در تصادف کشته شد اما با آثاری محدود به چهارسال، بر نوازندگان زیادی نظیر دونالد بیرد، لی مورگان، فردی هابارد، بوکر لیتل و آرتورو ساندوال گذاشت.
او آهنگسازی هم می‌کرد و دو اثرش، «بهار سرخوشی» (Joy Spring) و «داوود» (Daahoud) از قطعات استاندارد جاز به‌شمار می‌روند.